# زيرجان (غناباد)
زيرجان (بالفارسية: زیرجان) هي قرية تقع في قسم زيبد الريفي في إيران. يقدر عدد سكانها بـ 153 نسمة بحسب إحصاء 2016.